# دوستان یک هفته‌ای
دوستان یک هفته‌ای (به انگلیسی: One Week Friends) مجموعه مانگا ژاپنی به نویسندگی ماچا هازوکی است که بین ۲۱ ژانویه ۲۰۱۲ تا ۲۲ ژانویه ۲۰۱۵ در مجله گان‌گان کامیکس به صورت سریالی منتشر شد. این اثر نخستین بار به صورت یک مانگا تک‌شات در شماره سپتامبر ۲۰۱۱ مجله منتشر شد و این مجموعه از آن زمان در هفت جلد تانکوبون جمع‌آوری شده است. مجموعه تلویزیونی انیمه اقتباس‌شده از این اثر توسط استودیو برینز بیس بین ۶ آوریل و ۲۲ ژوئن ۲۰۱۴ پخش شد. همچنین یک فیلم لایو اکشن با همین نام در فوریه ۲۰۱۷ منتشر شد.

## داستان
یوکی هاسه متوجه می‌شود که همکلاسی زیبایش، کائوری فوجیمیا، همیشه تنهاست و ظاهراً هیچ دوستی ندارد. پس از نزدیک شدن به او و آشنایی بیشتر، می‌فهمد که کائوری هر دوشنبه تمام خاطرات دوستانش را از دست می‌دهد. علیرغم دانستن این موضوع یوکی سعی می‌کند هر هفته دوباره با او دوست شود.